# Bartonia paniculata
Bartonia paniculata là một loài thực vật có hoa trong họ Long đởm. Loài này được (Michx.) Muhl. mô tả khoa học đầu tiên năm 1813.